# 查威特·辛森
路易斯·克里索洛格·辛森（英語：Luis Crisologo Singson，1941年6月21日—），通常被称呼为查威特·辛森（英語：Chavit Singson），是菲律宾的政治家，曾担任纳尔瓦坎市市长、南伊罗戈省省长，与菲律宾总统约瑟夫·埃斯特拉达是好友，2000年在约瑟夫·埃斯特拉达的弹劾案中被指控参与暗中受贿。